# The City of Washington, the Capital of the United States
The City of Washington, the Capital of the United States è un cortometraggio muto del 1912. Non si conosce il nome del regista, né quello dell'operatore del film, un documentario in un rullo prodotto dalla Edison.

## Produzione
Il film, girato a Washington D.C., fu prodotto dalla Edison Company.

## Distribuzione
Distribuito dalla General Film Company, il film - un documentario in una bobina - uscì nelle sale cinematografiche degli Stati Uniti il 10 agosto 1912.